# George Hadley
George Hadley (född: 12 februari 1685, död: 28 juni 1768) var en brittisk advokat och amatörmeteorolog. Han var den förste som korrekt kunde förklara den dynamik som ger upphov till passadvindarna i jordens atmosfär, en insats som gjort att de så kallade Hadleycellerna norr och söder om ekvatorn idag bär hans namn.
För Hadleys samtid gjorde sjötrafiken över Atlanten att en förståelse för passadvindarna var av högsta intresse. Han fascinerades över att dessa vindar inte, som logiken påbjöd, var riktade rakt norrut utan överlag var orienterade i västlig riktning.
Hadley föddes i London som son till Katherine FitzJames och George Hadley. Under sin barndom utmärkte han sig inte på något särskilt sätt utan överträffades av sin äldre bror John Hadley som uppfann spegelteleskopet och oktanten (en föregångare till sextanten).
1686 la Edmond Halley fram en teori som framgångsrikt kunde förklara den nord-sydliga luftcirkulationen kring ekvatorn. Han kunde dock inte förklara vindarnas västliga orientering. Hadley vann berömmelse genom sin insikt att det var jordens rotation som orsakade de västliga vindarna.
Hadley valdes till Royal Fellow 1745. Förutom de cikulationsceller som idag bär hans namn har ett forskningscenter (Hadley Centre for Climate Prediction and Research) och en krater på Mars uppkallats efter honom.